# فرودگاه نیروی هوایی سلطنتی کینلاس
فرودگاه نیروی هوایی سلطنتی کینلاس (به انگلیسی: RAF Kinloss) یک فرودگاه نظامی با کد یاتا FSS است . این فرودگاه در کشور اسکاتلند قرار دارد .